# Vaccinium carneolum
Vaccinium carneolum är en ljungväxtart som beskrevs av Herman Otto Sleumer. Vaccinium carneolum ingår i Blåbärssläktet, och familjen ljungväxter. Utöver nominatformen finns också underarten V. c. nesophilum.